# 相城路站
相城路站位于中华人民共和国安徽省合肥市瑶海区淮海大道与相城路交叉口西侧，是合肥轨道交通3号线的地铁车站。曾一度预备命名为相城站。

## 车站楼层
| 3 |                                    | █ 3号线列车往馆驿方向 （职教城东） |  |
| 3 | 岛式站台                           |                                    |  |
| 3 | █ 3号线列车往相城路方向 （终点站） |                                    |  |
| 2 | 站厅                               | 票务服务、自动售票机、人工服务台   |  |
| 1 |                                    | 出入口、商业                       |  |

## 车站结构
相城路站位于淮海大道与相城路口西侧，沿淮海大道东西向布置，为地上三层双柱三跨矩形岛式站，共设2个出入口。

## 工程建设
2018年9月，相城路站完成土建封顶。

## 争议
本站工程名为“相城路站”，正式名称中“路”被删去。有市民称此举不妥当，因为地铁站所在地无“相城”这一地名；随后地铁公司对此做出了调整。